# Francesco Minerbetti
Francesco Minerbetti (... – 21 gennaio 1543) è stato un arcivescovo cattolico italiano.

## Biografia
Era figlio di Tommaso e di Bartolomea detta Baccia. Poco altro si sa della sua vita.
Nel 1515, durante il Concilio Lateranense V, papa Leone X lo nominò arcivescovo metropolita di Sassari, ma già entro l'anno successivo rinunciò al governo dell'arcidiocesi, rimanendo in Toscana e mantenendo le prebende.
Il 6 marzo 1525 papa Clemente VII lo nominò vescovo di Arezzo, conservando il titolo personale di arcivescovo. Nel 1531 fondò il monastero di San Silvestro in Firenze, come ex-voto in occasione del rientro in città dei Medici. Nel 1536 fece erigere una cappella votiva nei pressi di Anghiari, dove la Madonna era apparsa ad una pastorella di nome Marietta. Dalla cappella si sviluppò quello che oggi è il santuario della Madonna del Carmine al Combarbio.
Nel 1537 rinunciò alla diocesi in favore del nipote Bernardetto, tornando a Firenze.
Morì nel 1543, forse a Firenze.

## Successione apostolica
La successione apostolica è:
- Arcivescovo Andrea Buondelmonti (1532)